# Psammonyx kudrjaschovi
Psammonyx kudrjaschovi is een vlokreeftensoort uit de familie van de Lysianassidae. De wetenschappelijke naam van de soort is voor het eerst geldig gepubliceerd in 2005 door Budnikova.